# Tanypteryx hageni
Tanypteryx hageni là loài chuồn chuồn trong họ Petaluridae. Loài này được Selys mô tả khoa học đầu tiên năm 1879.